# Boules carrées
Le jeu de boules carrées, souvent appelé « pétanque à boules carrées », est un jeu de boules recourant à des boules et un cochonnet de forme cubique et généralement en bois.
Il présente comme particularité notable le fait de pouvoir être pratiqué sur des terrains en pente.
Ce jeu traditionnel inventé à Lyon en 1899 est surtout connu dans le sud-est français.

## Historique

### Les premiers concours (1899-1900)
Le jeu de boules carrées est inventé en 1899 à Lyon, plus précisément rue Duguesclin dans le quartier Voltaire (3e arrondissement), à l'occasion de la fête nationale du 14 juillet qu'animaient alors de nombreux comités de quartiers constitués spécialement pour l'occasion et subventionnés par la mairie centrale.
Le comité à l'origine des boules carrées, appelé la « commune Duguesclin », avait été fondé en 1889. Le quartier réunissait les 400 à 450 habitants du segment de la rue Duguesclin situé entre les rues Paul-Bert et Cité-Part-Dieu (aujourd'hui Verlet-Hanus).
Comme les autres comités lyonnais du 14 juillet, la « commune », qui désignait tel un petit village son propre maire, son garde champêtre et son chef des pompiers accoutrés en costumes d'opérette, organisait toutes les attractions classiques de la fête nationale à l'échelle du quartier : décoration de la rue (guirlandes, banderoles, mâts vénitiens...), retraite aux flambeaux le 13 au soir, défilé en fanfare le 14 au matin, départs de ballons, jeux et courses burlesques l'après-midi, animations pour les enfants en soirée suivies d'un feu d'artifice et d'un bal. .
Le premier concours de boules carrées, disputé le matin du 14 juillet 1899 entre les membres du comité sur une partie de la chaussée autour d'une réplique en bois de la Bastille, réunit trente-deux joueurs répartis en huit quadrettes. Il est remporté « aussi carrément que les boules elles-mêmes » par l'équipe Jacob -Simon - Guillot - Mazet. L'année suivante, 350 personnes se présentent au deuxième concours, devenu public.
Les premières boules carrées ont été vraisemblablement fabriquées (et le jeu sans doute inventé) dans une scierie mécanique située au croisement des rues Duguesclin et Cité-Part-Dieu, dont Camille Jacob, le trésorier du comité, était propriétaire.
Au moins trois comités voisins adoptent à leur tour le jeu dès 1900. La boule carrée se diffuse ensuite progressivement par le bouche-à-oreille dans tous les arrondissements lyonnais.

### Les Amis de la Boule carrée (1904-1908)
Le jeu donne lieu à la création,en aôut 1904, d'une société dédiée, Les Amis de la Boule carrée, qui se réunit dans un café de la place d'Albon. Cette société y tient des permanences d'information sur ce qu'elle qualifie de « nouveau sport », elle organise aussi des concours entre quadrettes et de pointage sur le quai de la Pêcherie et le bas-port en amont du pont du Change. Elle disparaît en 1908.
Les concours des 14 et 15 juillet 1906 organisés par les « Amis » attirent pour la première fois l'attention de la presse lyonnaise sur la boule carrée :

« On peut citer, comme « nouveauté », le concours de pointage qui se tint durant toute la journée sous les platanes du quai de la Pêcherie, près du pont du Change, après avoir commencé le matin sur le bas-port, vers l’arche de la « Mort-qui-trompe », de légendaire mémoire.
Ce concours avait cela de particulièrement original que les concurrents usaient de boules... carrées. Ce qui prouve qu’une boule peut ne pas être ronde et que ceux qui font usage de ce gabarit doivent « la connaître. dans les coins ».
Rien n’était plus amusant que de voir « rouler » les cubes de bois dans la direction d’un cochonnet également carré. Ces boules avaient des bonds fantastiques qui, suivant la façon dont elles touchaient terre, les faisaient aller bien loin du but visé. À les voir ainsi folâtrer, on eût dit que ces cubes avaient perdu... la boule. »

### Une tradition lyonnaise du 14 juillet (1899-1939)

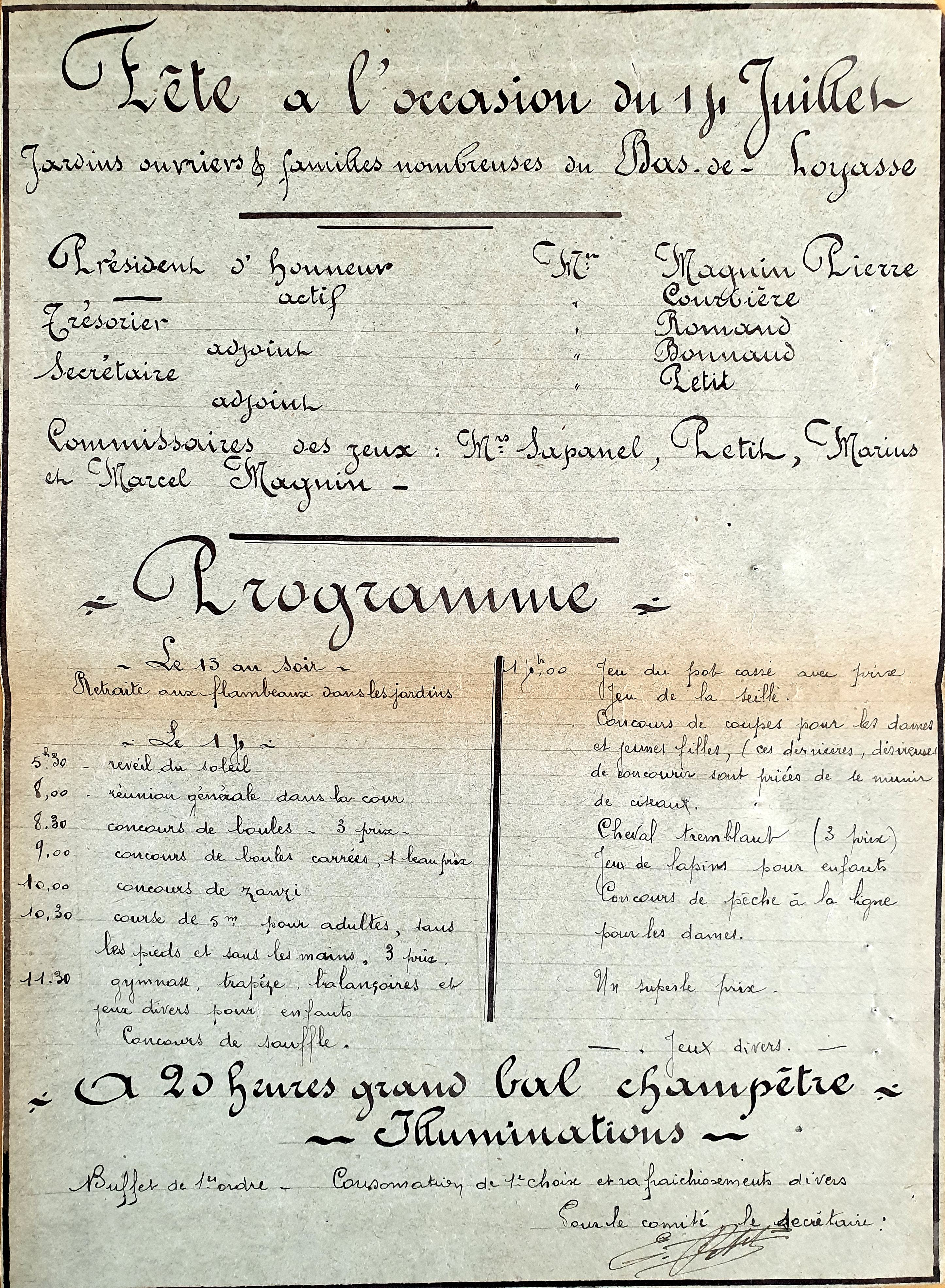
Programme du 14 juillet 1920 des jardins ouvriers du Bas-de-Loyasse (Fourvière), concours de boules carrées et de « zanzi »

De 1899 à 1939, le jeu de boules carrées lyonnais est essentiellement pratiqué pendant la fête nationale. Il anime aussi à cette époque quelques vogues de banlieue et des banquets associatifs annuels.
À la veille de la Première guerre mondiale, il est présent dans tous les arrondissements de Lyon ainsi qu'à Caluire-et-Cuire et La Mulatière. Il s'étend à quelques quartiers de Villeurbanne, Bron, Vaulx-en-Velin, Saint-Priest et Décines-Charpieu durant l'entre-deux-guerres. Les comités adeptes de la boule carrée sont surtout concentrés sur la rive gauche du Rhône (Guillotière et Brotteaux) et dans une moindre mesure sur les pentes de la Croix-Rousse ainsi que dans le Vieux Lyon.
Les épreuves se déroulent sur quelques quais (de la Pêcherie, Fulchiron), dans les rues et sur de nombreuses places, où elles côtoient parfois des concours de « boule ronde » organisés de manière concomitante. Il peut s'agir de tournois entre quadrettes ou doublettes rassemblant en général entre 32 et 64 joueurs (plus rarement jusqu'à 132), d'épreuves de pointage et parfois de tir. On étend préalablement une couche de sable sur les chaussées pavées. La tradition dure au moins une trentaine d'années sur les places Sathonay et du Bachut.
Les premières parties de boules carrées dans une rue en pente (épreuves de pointage) se disputent dès le mois d'août 1901 dans la partie basse de la montée du Petit-Versailles, lors de la vogue du quartier Saint-Clair à Caluire-et-Cuire. La pente y est de 10%. D'autres concours de pointage sur terrains en pente sont organisés les années suivantes en bas de la montée Saint-Barthélemy dans le Vieux Lyon, puis en haut de la montée de la Grande-Côte, sur les pentes de la Croix-Rousse, au cours des années 1930.
Le jeu inspire peut-être celui du « zanzi-boules » (ou plus simplement « zanzi »), jeu de « boules-dés » combinant jeu de dés et épreuve de pointage à boules carrées relativement populaire à Lyon entre le début des années 1900 et la fin des années 1930. Un concours de boules ovales est également attesté rue Tête-d'Or en 1912.
Plus ancien que la pétanque et natif d'une région où cette dernière était quasiment inconnue avant la Libération, le jeu de boules carrées n'en est donc pas un sous-produit. Ce jeu purement festif et empreint d'une certaine dérision était  peu réglementé : on y jouait probablement sans prise d'élan et sur des distances assez courtes, aux antipodes des règles complexes et exigeantes du sport-boules pratiqué alors à Lyon. Les concours, dotés de prix très modestes, étaient souvent ouverts aux femmes et parfois aux enfants.
Malgré le déclin des fêtes de quartiers du 14 juillet après la Grande Guerre, la boule carrée reste pratiquée dans l'agglomération lyonnaise jusqu'aux lendemains de la Libération.

### Diffusion régionale depuis les années 1920

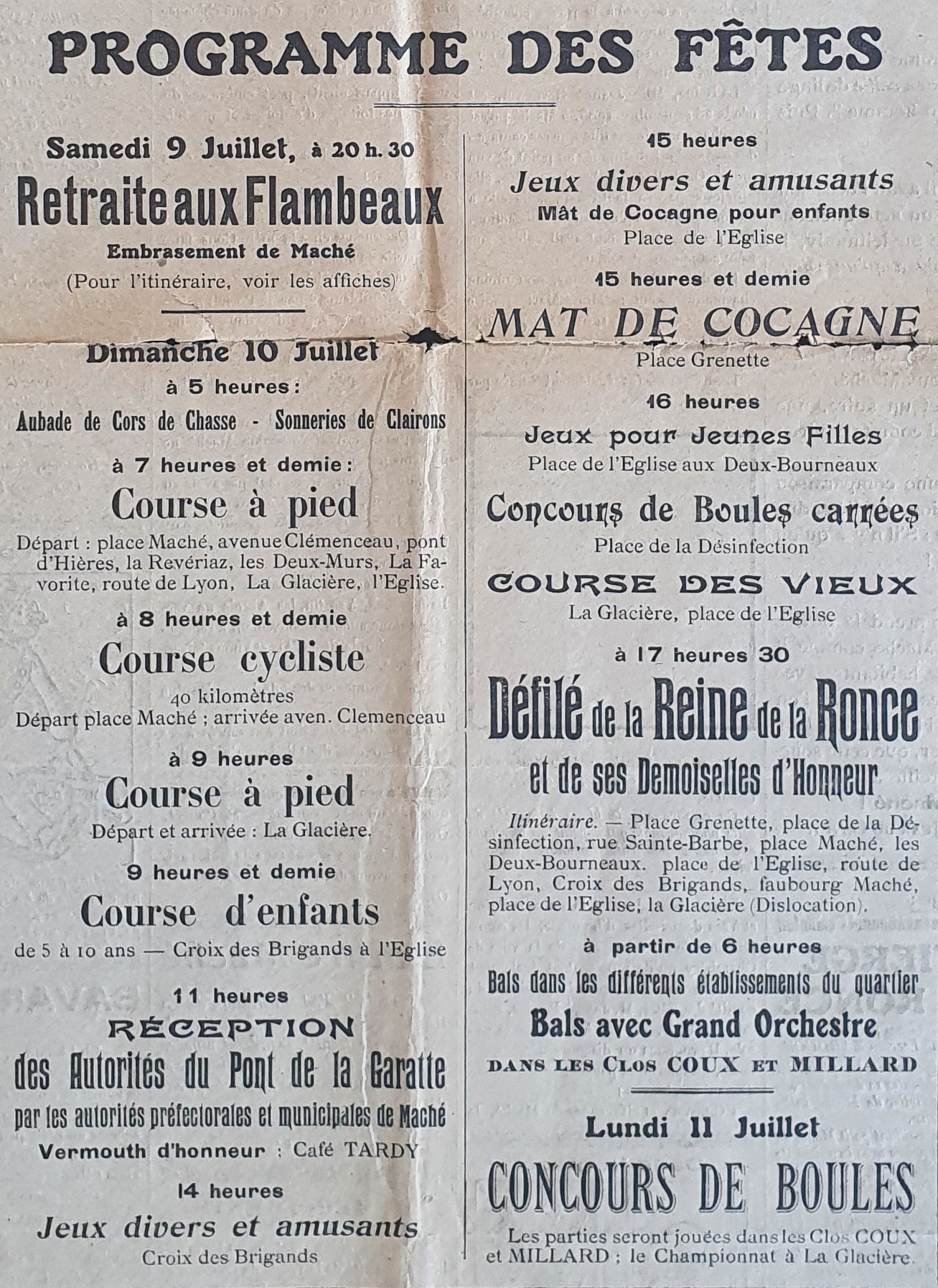
Concours de boules carrées à la fête de Maché, juillet 1921

Entre 1921 et le milieu des années 1930, les concours de boules carrées par quadrettes sont une des attractions de la fête annuelle de Maché, un ancien faubourg ouvrier de Chambéry. Le jeu connaît par la suite une diffusion éparse dans quelques vogues de communes savoyardes.
Il se propage au cours des années 1930 dans au moins une cinquantaine de communes des Monts du Lyonnais et du Forez telles que Chaponost, Saint-Symphorien-sur-Coise, Rive-de-Gier, Saint-Chamond ou encore Saint-Étienne, essentiellement par le biais des kermesses paroissiales. Il prend le plus souvent la forme d'épreuves de pointage dans des stands appelés parfois « cubodromes ». Assez courants jusqu'aux années 1960, ces stands subsistent dans quelques kermesses jusqu'au 21e siècle.
Le jeu s'implante par ailleurs à Veynes dans les Hautes-Alpes (à partir de 1935 selon une tradition locale). Des concours de boules carrées sont organisés quelques années après la Libération dans un triangle Veynes - Gap - Sisteron par les Éclaireurs de France.
Éparpillée entre 1950 et 1980 dans diverses communes, surtout rurales, du Rhône, de la Loire, du nord de l'Ardèche, de la Saône-et-Loire, des Hautes-Alpes et des Alpes-de-Haute-Provence où elle anime des kermesses, des fêtes votives et de clubs omnisports, la boule carrée, très confidentielle et localisée, reste alors relativement méconnue.
Les premiers concours attestés de pétanque à boule carrée sont organisés en 1971 à Joyeuse, en Ardèche. Ils suscitent déjà un petit « buzz » dans la presse quotidienne.
Depuis l'instauration du « championnat du monde de boules carrées » de Cagnes-sur-Mer en 1980, l'attention nouvelle portée sur ce jeu par la télévision et la presse régionale a nettement élargi sa diffusion. Il reste cependant surtout implanté dans certains départements du sud-est français, ainsi qu'en Auvergne. Comme à l'origine, la boule carrée est une attraction principalement estivale de fêtes communales et associatives.
Le sport a été réintroduit dans le nord. Une compétition annuelle a lieu à Aulnoy-lez-Valenciennes.

## Particularités

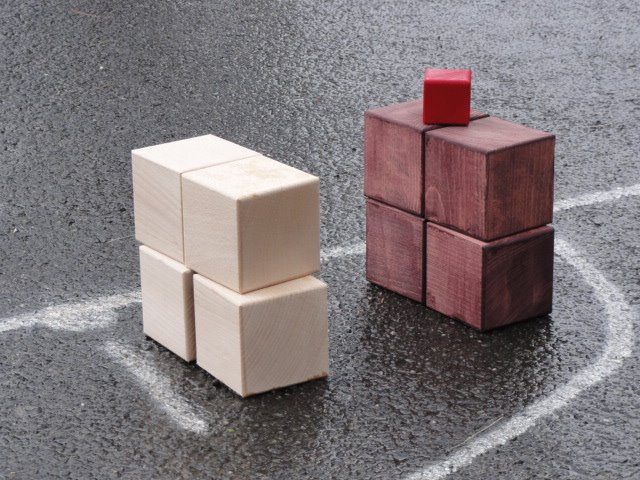
Empilements de boules carrées à Suxy (Wallonie)

Les règles de base déterminant le déroulement et le but du jeu sont celles communes à tous les jeux de boules originaires du sud-est français, telles que les a notamment popularisées la pétanque.
La boule carrée étant surtout prétexte à s'amuser et passer un bon moment de convivialité, les règlements (quand ils existent) sont très divers.
En dehors des départements méridionaux, la posture pieds joints de la pétanque est souvent ignorée. Les équipes peuvent être de deux ou trois joueurs (doublettes ou triplettes). Alors que la plupart des concours ne prévoient aucune distance maximale bien précise, celui de Pierrefort se déroule dans des cadres délimités à la peinture. À Sète, les concours se font avec des boules métalliques.
Selon les communes, les boules ont des dimensions variables allant de 6,5 à 10 centimètres de côté.
Le roulement saccadé des boules carrées et leur relative légèreté les rend particulièrement sensibles aux irrégularités du terrain et rétives à la recherche de précision, bien que le jeu ne présente pas de difficultés insurmontables pour les boulistes expérimentés. La stabilité parfaite des boules en fin de course rend possible le jeu sur les terrains bosselés et dans les rues en pente (jusqu'à 18%), dans le sens de la montée comme de la descente, ainsi que dans les escaliers.
La pratique de la boule carrée se caractérise par la libération de certains aspects trop pesants de la pétanque, comme la compétition, le sérieux, et le rapport à l'argent.

## Championnats
Des championnats annuels de boules carrées sont organisés depuis les années 1980 :
- le Championnat du Monde a lieu durant la seconde quinzaine d'août à Cagnes-sur-Mer, depuis 1980 ;
- le Championnat d'Europe se déroule chaque année à Pierrefort (Cantal), le deuxième samedi d'août, depuis 1982 ;
- le Championnat de France à Bagnols-en-Forêt (Var) ;
- le Championnat de Belgique de la discipline est organisé chaque année dans le village ardennais de Suxy chaque premier dimanche de juillet ;
- le Championnat Communal de Chârost dans le Cher depuis 1994.
- le Championnat du Monde de Pétancube à Saint-André-Treize-Voies en Vendée depuis 2025.